# Montafonerhaus
 (mai 2018).
Si vous disposez d'ouvrages ou d'articles de référence ou si vous connaissez des sites web de qualité traitant du thème abordé ici, merci de compléter l'article en donnant les références utiles à sa vérifiabilité et en les liant à la section « Notes et références ».

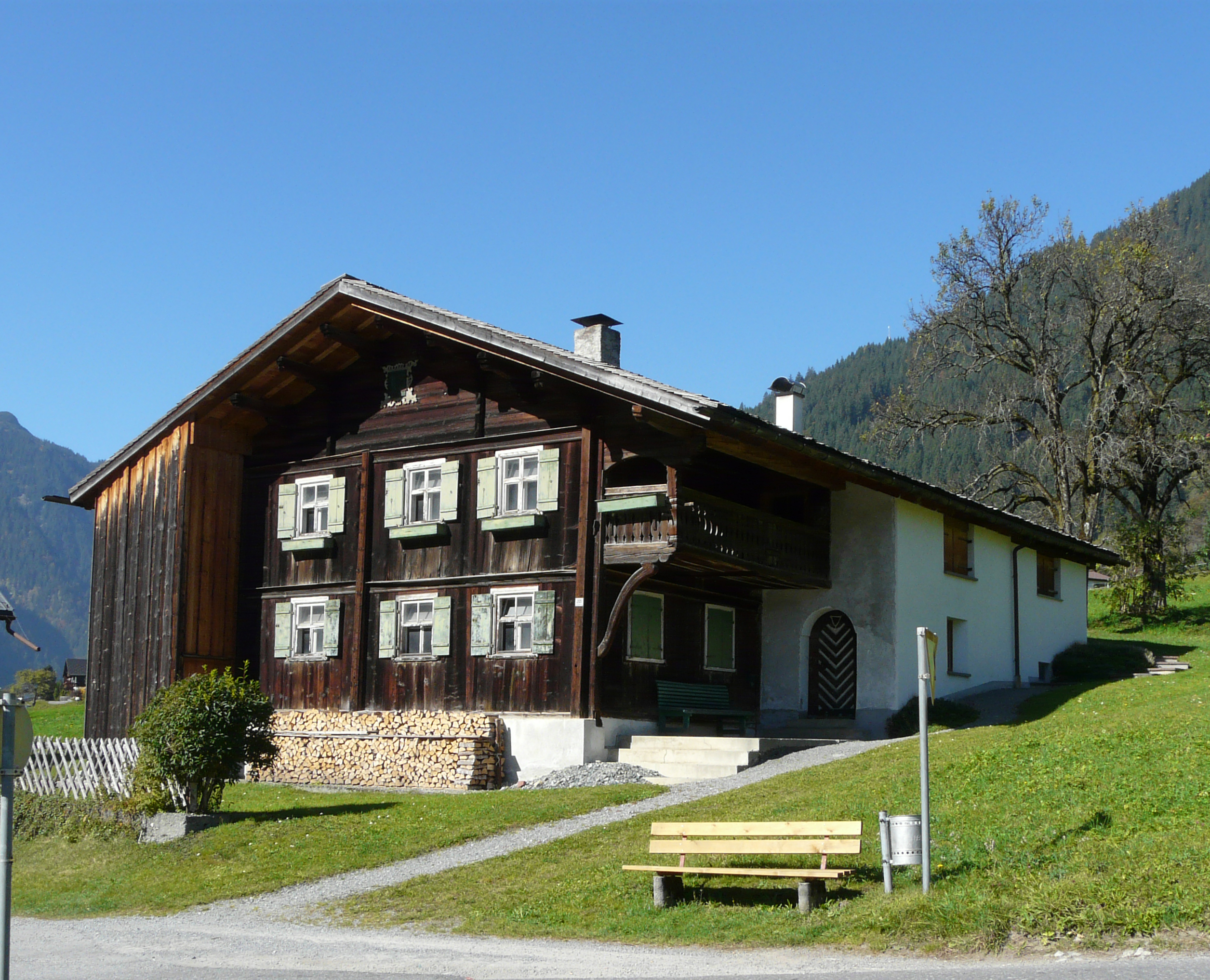
À Sankt Gallenkirch.

La Montafonerhaus est une forme typique d’habitat de la vallée du Montafon, entre les XVe et XXe sièclee, qui mélange le bois et la pierre. 
Il est représentatif de la culture de cette région et est une particularité de la vallée. 

## Construction
Dans la vallée du Montafon s’est développée une forme d’habitat qui combine le bois (comme la Walserhaus typique du Canton du Valais) et la pierre (du style romanche du canton suisse des Grisons). Les murs blancs enduits contrastent fortement avec les cloisons de bois sombres. 
La maison du Montafon est une maison avec une cuisine-couloir dont le pignon est orienté en direction de la vallée: l’eau s’écoule du toit dans la vallée. Le toit plat est conçu pour supporter la neige, avec une pente de 23 à 25 degrés, il était à l’origine un toit renforcé avec trois couches de bardeaux, des poutres et des pierres. 
Les murs de l’entrée, souvent avec une voûte en berceau, sont maçonnés en pierre, le reste de la maison a des murs en bois. Deux sortes de maisons sont à distinguer, selon la position de la porte d’entrée. Dans la première, celle-ci se trouve dans le mur-pignon, orienté vers la vallée, dans la seconde, elle est sur le côté abrité du vent. 

## Aménagement
La maison est chauffée par un poêle de faïence, complétée dans la pièce par un banc chauffé par le conduit de cheminée, et appelé Kuschbank. Dans cette pièce se trouve aussi habituellement une table de Montafon (carré ou rectangulaire, avec des pieds en biais et un centre de table en ardoise), des bancs de coin et des chaises, un ‚coin du Bon Dieu‘ (Herrgottwinkel): Jésus en croix dans le coin, encadré par des images de Marie et Joseph. La pièce a souvent un plafond à caissons et des lambris. 
Sur le mur exposé aux intempéries de la Montafonerhaus se trouve souvent un toit en croupe, souvent en surplomb pour arrêter les courants d’air. A proximité de l’entrée, à un endroit protégé du vent et au soleil se trouve fréquemment un banc de repos, appelé Bsetzi.

### Bâtiment annexe
Un potager est souvent situé à côté de la maison, protégé du gibier et du bétail par une clôture. La grange, presque entièrement en bois, est éloignée de la maison principale de 10 à 20 mètres. Un petit cabanon supplémentaire sert parfois aussi pour le fumage. 